# Axiodes trachyacta
Axiodes trachyacta är en fjärilsart som beskrevs av Louis Beethoven Prout 1922. Axiodes trachyacta ingår i släktet Axiodes och familjen mätare. Inga underarter finns listade i Catalogue of Life.